# Mario Zanello
Mario Zanello (22. červenec 1903, Vercelli Italské království – 25. leden 1981, Carmagnola Itálie) byl italský fotbalový obránce i trenér.
Celkem 11 sezon strávil v klubu Pro Vercelli, klub který do sezony 1921/22 vyhrál sedm titulů. Když se mu nepodařilo vyhrávat, přestoupil v roce 1933 do Turína. Tady vyhrál domácí pohár (1935/36). Fotbalovou kariéru ukončil v druholigovém klubu Vigevano v roce 1940.
První utkání za reprezentaci odehrál v roce 1927 proti Československu (2:2). Celkem odehrál 2 zápasy. I tak byl u vítězného turnaje o MP 1927-1930.
Jako trenér vedl jen půl sezony Vigevano a tři roky Cuneo. Největší úspěch trenérské kariéře je vítězství ve 3. lize (1941/42).

## Hráčská statistika
| Sezóna  | Klub         | Liga      | Liga   | Liga | Ligové poháry | Ligové poháry | Ligové poháry | Kontinentální poháry | Kontinentální poháry | Kontinentální poháry | Celkem | Celkem |
| Sezóna  | Klub         | Soutěž    | Zápasy | Góly | Soutěž        | Zápasy        | Góly          | Soutěž               | Zápasy               | Góly                 | Zápasy | Góly   |
| ------- | ------------ | --------- | ------ | ---- | ------------- | ------------- | ------------- | -------------------- | -------------------- | -------------------- | ------ | ------ |
| 1922/23 | Pro Vercelli | 1. Divize | 9      | 1    | -             | 0             | 0             | -                    | 0                    | 0                    | 9      | 1      |
| 1923/24 | Pro Vercelli | 1. Divize | 18     | 8    | -             | 0             | 0             | -                    | 0                    | 0                    | 18     | 8      |
| 1924/25 | Pro Vercelli | 1. Divize | 17     | 6    | -             | 0             | 0             | -                    | 0                    | 0                    | 17     | 6      |
| 1925/26 | Pro Vercelli | 1. Divize | 22     | 6    | -             | 0             | 0             | -                    | 0                    | 0                    | 22     | 6      |
| 1926/27 | Pro Vercelli | 1. Divize | 17     | 2    | IP            | 1             | 1             | -                    | 0                    | 0                    | 18     | 3      |
| 1927/28 | Pro Vercelli | 1. Divize | 20     | 1    | -             | 0             | 0             | -                    | 0                    | 0                    | 20     | 1      |
| 1928/29 | Pro Vercelli | 1. Divize | 28     | 5    | -             | 0             | 0             | -                    | 0                    | 0                    | 28     | 5      |
| 1929/30 | Pro Vercelli | Serie A   | 32     | 3    | -             | 0             | 0             | -                    | 0                    | 0                    | 32     | 3      |
| 1930/31 | Pro Vercelli | Serie A   | 34     | 9    | -             | 0             | 0             | -                    | 0                    | 0                    | 34     | 9      |
| 1931/32 | Pro Vercelli | Serie A   | 33     | 2    | -             | 0             | 0             | -                    | 0                    | 0                    | 33     | 2      |
| 1932/33 | Pro Vercelli | Serie A   | 30     | 4    | -             | 0             | 0             | -                    | 0                    | 0                    | 30     | 4      |
| 1933/34 | Turín        | Serie A   | 20     | 0    | -             | 0             | 0             | -                    | 0                    | 0                    | 20     | 0      |
| 1934/35 | Turín        | Serie A   | 28     | 0    | -             | 0             | 0             | -                    | 0                    | 0                    | 28     | 0      |
| 1935/36 | Turín        | Serie A   | 19     | 0    | IP            | ?             | ?             | -                    | 0                    | 0                    | 19+    | 0+     |
| 1936/37 | Turín        | Serie A   | 0      | 0    | IP            | ?             | ?             | Stř.P                | ?                    | ?                    | 0+     | 0+     |
| 1937/38 | Vigevano     | Serie B   | 29     | 0    | -             | 0             | 0             | -                    | 0                    | 0                    | 29     | 0      |
| 1938/39 | Vigevano     | Serie B   | 33     | 4    | -             | 0             | 0             | -                    | 0                    | 0                    | 33     | 4      |
| 1939/40 | Vigevano     | Serie B   | 17     | 1    | -             | 0             | 0             | -                    | 0                    | 0                    | 17     | 1      |
| Celkem  | Celkem       | Celkem    | 406    | 52   | -             | 1+            | 1+            | -                    | ?                    | ?                    | 407+   | 53+    |

## Hráčské úspěchy

### Klubové
- 1× vítěz italského poháru (1935/36)

### Reprezentační
- 1x na MP (1927-1930 - zlato)

## Trenérské úspěchy

### Klubové
- 1× vítěz 3. italské ligy (1941/42)